# Karol Załęski
Karol Załęski (ur. 23 marca 1900 w majątku Bugaj, pow. sandomierski, zm. 9–11 kwietnia 1940 w Katyniu) – porucznik kawalerii Wojska Polskiego, kawaler Orderu Virtuti Militari, ofiara zbrodni katyńskiej.

## Życiorys
Syn Kazimierza i Teresy z Karskich, urodzony 23 marca 1900 w majątku Bugaj. Absolwent gimnazjum w Zakopanem (1918). Ojciec Karola w latach 1916–1917 udzielał pomocy Legionom Polskim. Karol Załęski 2 listopada 1918 wraz z własnym koniem zgłosił się do organizowanego w Przemyślu szwadronu kawalerii. Po zakończeniu walk pod Przemyślem, Chyrowem i Lwowem zimą 1919 wysłany do Szkoły Podchorążych Kawalerii w Warszawie, od 15 listopada dowodził plutonem 1 szwadronu. 1 stycznia 1920 mianowany podporucznikiem, walczył z pułkiem na froncie bolszewickim. W składzie I Brygady Jazdy brał udział w rajdzie na Korosteń. W 1921 został odznaczony przez generała Stanisława Hallera krzyżem „Virtuti Militari” V kl., a we wniosku o jego nadanie, napisano m.in.:

Odznaczył się szczególnie przy forsowaniu rz. Ług. W akcji na Rożno, jako dowódca straży przedniej, uderzył brawurowo na napotkanego nieprzyjaciela, zagarniając kilkudziesięciu jeńców. W akcji na Korzec, jako dowódca patrolu oficerskiego, oskrzydlającym manewrem zdobył 2 kaemy wraz z obsługą.
W walkach nad Słuczą i w wypadzie na Zwiahel wykazał odwagę, śmiałość i energię, dzięki którym z powodzeniem wykonał postawione przed jego plutonem zadania bojowe. Ranny nad Berezyną jesienią 1920 roku na froncie nad Słuczem.

Do września 1921 służył w 1 pułku szwoleżerów, jako zastępca dowódcy szwadronu. Na własną prośbę zwolniony do rezerwy. Awansowany do stopnia porucznika rezerwy 2 stycznia 1932.
W czasie kampanii wrześniowej 1939 zmobilizowany. Po agresji ZSRR na Polskę z 17 września 1939, w nieznanych okolicznościach wzięty do niewoli sowieckiej. W kwietniu 1940 przebywał w obozie jenieckim w Kozielsku. Między 7 a 9 kwietnia 1940 przekazany do dyspozycji naczelnika Zarządu NKWD Obwodu Smoleńskiego – lista wywózkowa 014 z 4 kwietnia 1940, pozycja 7. Został zamordowany między 9 a 11 kwietnia 1940 w Katyniu przez funkcjonariuszy Obwodowego Zarządu NKWD w Smoleńsku oraz pracowników NKWD przybyłych z Moskwy na mocy decyzji Biura Politycznego KC WKP(b) z 5 marca 1940. Ofiary tej zbrodni grzebano w bezimiennych mogiłach zbiorowych, gdzie od 28 lipca 2000 mieści się oficjalnie Polski Cmentarz Wojenny w Katyniu. W miejscu tym prowadzone były ekshumacje i prace archeologiczne, jednak Karol Załęski nie został zidentyfikowany. W Archiwum Robla w pakiecie 03656-03, 04, znajduje się m.in. informacja, że jesienią 1939 przebywał w obozie jenieckim w Starobielsku.
5 października 2007 minister obrony narodowej Aleksander Szczygło mianował go pośmiertnie na stopień kapitana. Awans został ogłoszony 9 listopada 2007 w Warszawie, w trakcie uroczystości „Katyń Pamiętamy – Uczcijmy Pamięć Bohaterów".

### Życie prywatne
W latach 1922–1925 student uniwersytetów w Krakowie i Poznaniu. Właściciel majątku Bugaj. Był żonaty z Katarzyną z Duninów, bezdzietny.

## Ordery i odznaczenia
- Krzyż Srebrny Orderu Wojskowego Virtuti Militari nr 2500[5] – 30 czerwca 1921[4]
- Krzyż Walecznych (KW 139-410)[1]
- Odznaka za Rany i Kontuzje[15]